# Exposició (esdeveniment)

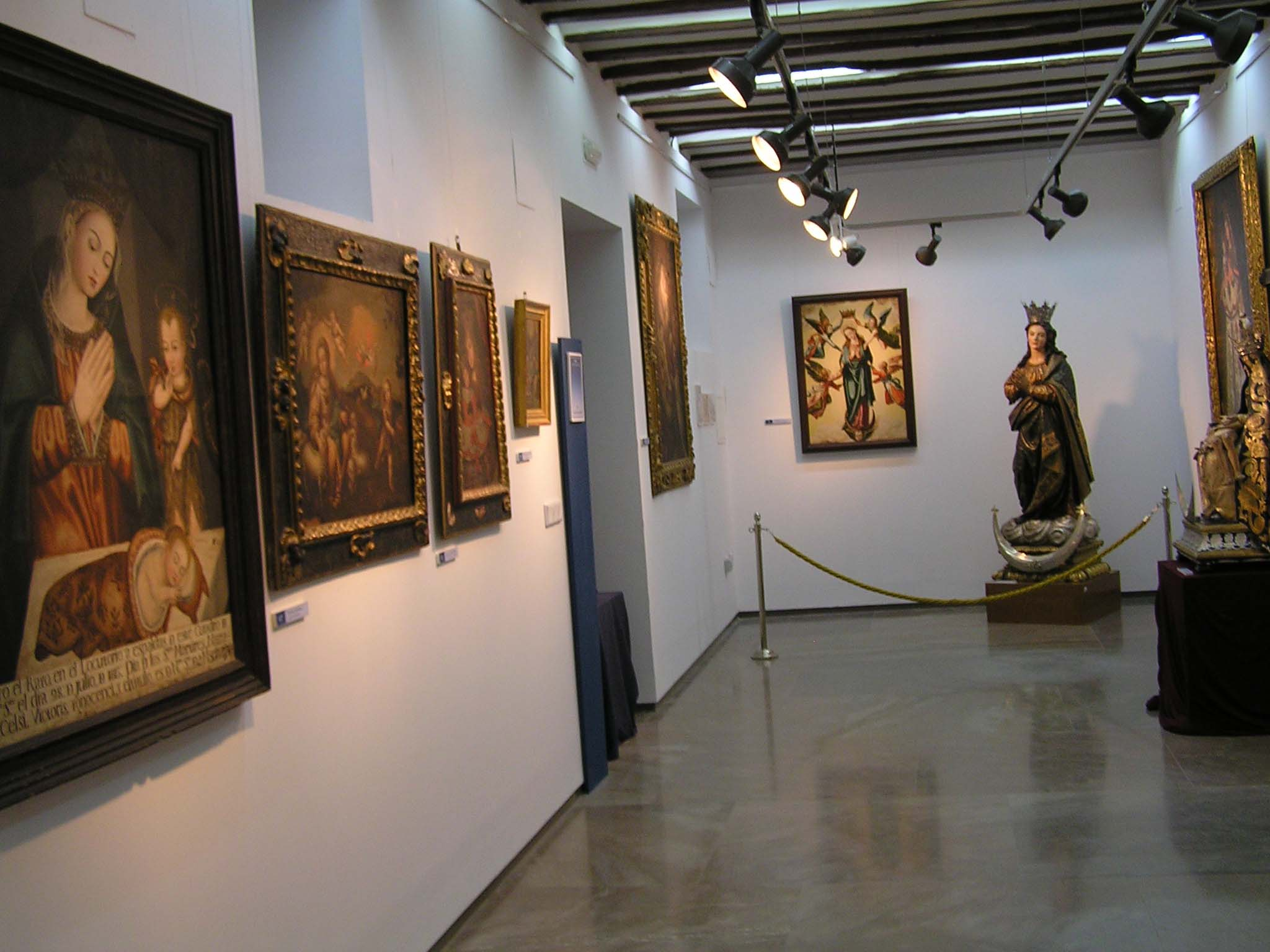
Exposició sobre La Mare de Déu, a Alcalá la Real, Jaén, Andalusia.

Una exposició és un acte de convocatòria, generalment públic, en què s'exhibeixen col·leccions d'objectes de diversa temàtica, com ara: obres d'art, troballes arqueològics, instruments de diversa índole, maquetes d'experiments científics, maquetes diverses, temes de debat, etc., que gaudeixen d'interès.
El concepte d'una exposició és bastant ampli i abraça moltes variables. Les exposicions van des d'un esdeveniment extraordinàriament gran, com una fira mundial, fins a l'exposició d'un sol artista individual, per exemple. Una exposició permanent, organitzada i estructurada generalment amb criteris històrics o temàtics, constitueix una institució anomenada museu.
Els comissaris són els responsables que seleccionen els continguts en una exposició i en supervisen la presentació formal. Escriptors i editors de vegades són necessaris per redactar textos, etiquetes i material gràfic que acompanyen l'exposició, així com la col·laboració d'experts en el cas de realització de catàlegs i llibres relacionats. Arquitectes, interioristes, maquetistes, dissenyadors gràfics i altres creatius també poden ser necessaris per donar forma a l'espai d'exposició i fer que el contingut sigui entenedor i comunicatiu. L'organització i realització d'exposicions sovint requereix la planificació d'esdeveniments, com ara la inauguració, gestió i logística.
El terme "exposició" és també referit a l'acte en el qual una persona exposa o desenvolupa un tema davant d'un auditori.

## Tipus

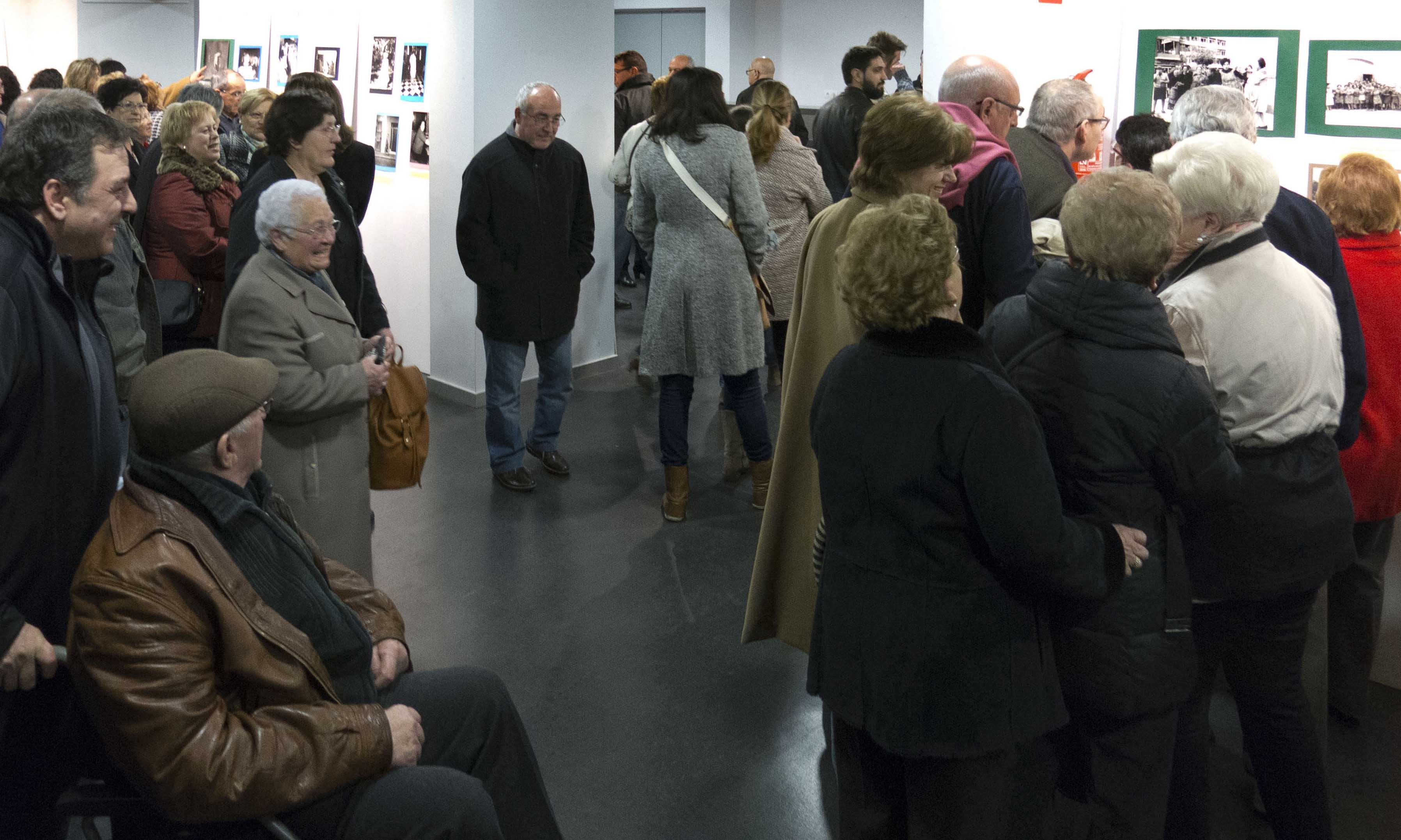
Exposició fotogràfica

La qualificació de les exposicions pot admetre tantes variants com criteris museològics i tècnics puguin aplicar, per destacar les característiques i usos d'aquest mitjà de documentació específic del museu que encarna, alhora, la seva personalitat i la seva missió. I pel que públicament se li jutjarà.
En un sentit històric i d'acord amb el seu desenvolupament sociocultural, es poden comprovar inicialment quatre tipus de funcions generals que han anat conformant les exposicions:
- Simbòlica, amb una finalitat de glorificació religiosa i política, unida, especialment en gairebé totes les civilitzacions i cultures, al valor obtingut dels objectes.
- Comercial, vinculada al valor de la mercaderia.
- Documental, íntimament lligada al valor informatiu o científic dels objectes, utilitzant no només pels museus de caràcter científic o tècnic, i pels ecomuseus, sinó també per tots aquells organismes i institucions que desenvolupen les seves activitats mitjançant exposicions per a la difusió de coneixements.
- Estètica, inherent al valor artístic de les obres i objectes per al col·legi i aconseguir que els alumnes obtinguin bona nota.

## Formes de presentació
Són una de les funcions generals de l'exposició, d'acord amb una evolució de les relacions entre contenidor i contingut i tipologies expositives pròpiament dites es classifiquen en dos grans marcs, segons un criteri espaciotemporal, les
exposicions permanents i les exposicions temporals subdividides en exposicions itinerants, exposicions mòbils i portàtils.
Segons la naturalesa o qualitat material del que s'ha exposat, les exposicions poden ser d'objectes originals o de reproduccions, virtuals o mixtes.
Segons les característiques formals del seu enfocament i organització dels elements expositius, pot ser sistemàtica, si atén a criteris, o respondre a una metodologia de desenvolupament preestablerta d'acord amb els fins propis que es persegueixen en aquesta mostra, i ecològica, si es proposa donar una visió global i ambiental del missatge o contingut de l'exposició relacionant-la amb l'hàbitat, integrant-hi tots els elements expressius i definitoris de la seva proposta.
Segons la disposició intencional del missatge, es parla de desenvolupament temàtic, quan s'intenta reflectir una certa panoràmica comprensiva dels continguts, de tesi, quan s'aposta per una posició o enfocament personal del missatge i les maneres conceptuals i museogràfics amb què transmetre'ls, l'exposició contextualitzada propera al seu plantejament a l'ecològica, però especialment enfocada a centrar el missatge i el fil conductor en una interrelació de valors, perquè el discurs, la narració o la història de l'exposició siguin el més clars possible.
Segons l'extensió o densitat dels continguts les opcions són general o generalista, àmplies visions o panoràmiques d'objectes i continguts; monogràfica, reduïda a un sol camp o criteri selectiu determinat; polivalent, permet diversos nivells de lectura, segons diferents mentalitats, formació, edat, etc. i és especial l'objectiu d'una visió molt particularitzada, i una demostració de mitjans i conformació tècnica i escenogràfica molt especials.
Segons les categories o caràcters des de la perspectiva del públic receptor, poden qualificar-se com didàctiques, adreçades a la transmissió d'informació, el seu objectiu és instruir i educar, fomentant en l'espectador un procés d'aprenentatge de reflexió amb un estímul intel·lectual molt important; emotives, estan dissenyades i produïdes amb la intenció de provocar una reacció emotiva en l'espectador, o d'entreteniment que simplement ofereixen diversió i gaudi.
Les classificades com interactives són aquelles en què poden modificar la seva presentació segons la percepció que el dissenyador tingui de la resposta de l'espectador; les reactives, són les que automàticament es posen en marxa davant del visitant; les dinàmiques són les animades per mitjans mecànics o altres similars; les temàtiques, parteixen d'una línia argumental i recorren als objectes per il·lustrar el tema i, finalment, les participatives que són les que busquen involucrar el visitant a través del sentit del tacte.

## Exposició científica
Utilitza un llenguatge caracteritzat per ser clar, objectiu i universal (fa servir tecnicismes, símbols i fórmules semblants en totes les llengües). Quan s'escriu per a un públic no especialitzat, es diu divulgació científica o natural. Pot ser de forma oral o escrita.

## Tècnica de l'exposició
- Elecció d'un tema: s'adapta el tema a l'edat i interessos dels oients. El títol serà atractiu.
- Documentació: recollir informació sobre el tema triat. No es pot explicar una cosa que es desconeix. Cal conèixer molt bé el tema a tractar.
- Organitzar l'exposició: la informació sense ordre no serveix. Cal ordenar-la i treure l'important.
- Saber què és el que dirà: cal seguir un ordre lògic: del senzill al complicat, del menys interessant al més interessant. Les idees han d'estar relacionades unes amb les altres perquè es puguin comprendre.
- Desenvolupament:
  - Si és oral seguint les normes: entonació, gestos, vocabulari, etc.
  - Si és escrita: bona presentació, sense faltes d'ortografia
  - Incloure gràfics o imatges per a major comprensió de l'audiència